# Nailia Giliazova
Nailia Faizrakhmanovna Giliazova (em russo: Наиля Файзрахмановна Гилязова; Cazã, 2 de janeiro de 1953) é uma ex-esgrimista soviética de florete. Ela conquistou duas medalhas olímpicas por equipes: um ouro em 1976 e 1980.

## Carreira

### Jogos Olímpicos
Giliazova participou de duas edições de Jogos Olímpicos: os 1976 e 1980. Na primeira edição, ela integrou a equipe soviética no evento por equipes. Giliazova terminou a primeira fase invicta em seus embates contra as canadenses e as polacas. A invencibilidade continuou nas quartas de final diante da Romênia, quando a equipe soviética se classificou para as semifinais. Ela venceu a alemã Karin Rutz-Gießelmann, mas obteve dois reveses para Brigitte Oertel e Cornelia Hanisch. Na decisão contra as francesas, um triunfo sobre Brigitte Latrille-Gaudin e um revés para Brigitte Gapais-Dumont foram os resultados de Giliazova, que conquistou a medalha de ouro. Quatro anos depois, a equipe soviética enfrentou Romênia e Itália na primeira fase, os dois triunfos garantiram a classificação. Na fase seguinte, o adversário foi a Polônia e, na ocasião, triunfou nos embates contra Delfina Skąpska e Jolanta Królikowska, mas acabou sendo derrotada por Barbara Wysoczańska. Com o resultado, as soviéticas chegaram até a decisão diante das francesas, que saíram vitoriosas. Giliazova foi derrotada por Pascale Trinquet-Hachin e Véronique Brouquier; no entanto, venceu Brigitte Latrille-Gaudin e Isabelle Boéri-Bégard. Apesar do revés, ela conquistou sua segunda medalha olímpica, desta vez a prata.
Já no evento individual, qualificou-se apenas para a edição de Moscou, em 1980. Na ocasião, debutou com triunfos sobre a italiana Susanna Batazzi e Marlene Font, mas foi derrotada por Skąpska e Latrille-Gaudin. Apesar disso, classificou-se para a segunda fase, quando obteve quatro vitórias, incluindo um triunfo sobre Skąpska por cinco toques contra dois. Giliazova foi superada na primeira rodada eliminatória. Conforme o resultado anterior, disputou a repescagem. Ela foi eliminada na segunda rodada da repescagem, terminando o evento na nona posição.

### Campeonato Mundial
Em campeonatos mundiais, Giliazova conquistou uma medalha de bronze em 1974. Oito anos depois, tornou-se campeã mundial ao vencer a italiana Dorina Vaccaroni.